# Echelon Conspiracy
Echelon Conspiracy är en amerikansk långfilm från 2009 i regi av Greg Marcks, med Shane West, Edward Burns, Ving Rhames och Jonathan Pryce i rollerna.

## Handling
Den amerikanska systemutvecklaren Max Peterson (Shane West) får tag på en mobiltelefon där han börjar ta emot mystiska SMS. Det visar sig att han tar emot meddelanden från ett allvetande datasystem med namnet Echelon. Snart är Max jagad av alla möjliga agenter och länder.

## Rollista
| Shane West     | – Max Peterson     |
| Edward Burns   | – John Reed        |
| Ving Rhames    | – Agent Dave Grant |
| Jonathan Pryce | – Mueller          |
| Martin Sheen   | – Raymond Burke    |
| Tamara Feldman | – Kamila           |
| Sergey Gubanov | – Yuri Malinin     |
| Gosha Kutsenko | – Rysk general     |
| Steven Elder   | – Charles          |